# Purísima del Monte
Purísima del Monte är en ort i Mexiko.   Den ligger i kommunen San Diego de la Unión och delstaten Guanajuato, i den centrala delen av landet, 270 km nordväst om huvudstaden Mexico City. Purísima del Monte ligger 2 011 meter över havet och antalet invånare är 133.
Terrängen runt Purísima del Monte är varierad. Runt Purísima del Monte är det ganska glesbefolkat, med 31 invånare per kvadratkilometer. Närmaste större samhälle är San Diego de la Unión, 18,1 km nordväst om Purísima del Monte. Trakten runt Purísima del Monte består till största delen av jordbruksmark.